# NGC 276
NGC 276 è una vasta e lontana galassia a spirale intermedia situata nella costellazione della Balena.

## Descrizione
La galassia ha una classe di luminosità II e viene classificata come galassia di campo, cioè una galassia che non appartiene né a un ammasso, né a un gruppo di galassie ed è quindi gravitazionalmente isolata.

## Scoperta
NGC 276 è stata scoperta nel 1886 dall'astronomo americano Frank Müller. È stata successivamente osservata da DeLisle Stewart il 3 novembre 1898 e inclusa nell'Index Catalogue con la designazione IC 1591.